# Agencia Espacial Iraní
El programa espacial iraní arrancó aproximadamente en 2001 y cuenta con la asistencia y cooperación de países como Rusia, China y la Republica Popular Democratica de Corea .
Irán desarrolla tecnología espacial autóctona a través de esta cooperación y mediante la compra y transferencia de tecnología, lanzando sus propios satélites usando los sistemas IRIS, Shahab-5 y Shahab-6

## Historia
Los esfuerzos iraníes para la exploración del espacio empezaron bajo la administración del Sha Mohammad Reza Pahlevi, quien buscaba mejorar la posición de su país en materia científica.
En 1959 Irán fue uno de los miembros fundadores de la Comisión sobre la Utilización del Espacio Ultraterrestre con Fines Pacíficos (COPUOS) de Naciones Unidas.
El avance del programa espacial desde la Revolución Islámica de 1979 ha sido descrito por expertos como fenomenal, a pesar de las sanciones y embargos ilegales impuestos a Irán por potencias occidentales.
Fue un salto de fe para los altamente motivados científicos iraníes, quienes tardaron varios años después de la revolución de 1979 en colocar al país en el espacio, uniéndose así a un selecto grupo de naciones avanzadas.
A finales de la década de 2000, Irán alcanzó un hito histórico al unirse al exclusivo grupo de solo nueve naciones con la capacidad de lanzar objetos al espacio de manera independiente. 

## Hitos
El 25 de febrero de 2007 la Agencia Iraní de Noticias IRNA anunció el lanzamiento al espacio del primer cohete iraní. El cohete alcanzó una altura de 150 km sin permanecer en órbita y regresó a la Tierra asistido por un paracaídas.
Este avance se concretó el 4 de febrero de 2008, cuando el cohete de prueba Kavoshgar marcó el primer acceso registrado de Irán más allá del límite del espacio exterior. 
El 16 de agosto de 2008, Irán anunció que había lanzado exitosamente un satélite de prueba de fabricación nacional, el Safir1.
Luego, el 2 de febrero de 2009, la República Islámica de Irán consolidó su posición en la escena espacial global con el lanzamiento de Omid (Esperanza), su primer satélite operativo.
Luego, en 2013, Irán hizo historia. En dos misiones pioneras, el país logró lanzar con éxito un macaco rhesus —una especie de primate del Viejo Mundo— al espacio y traerlo de regreso a salvo.
El 28 de enero, Pishgam, un macaco rhesus de tres años, cruzó la línea de Kármán, convirtiéndose oficialmente en el primer mamífero iraní en el espacio. Con este hito, Irán se unió a un grupo exclusivo, convirtiéndose en la quinta nación en enviar un mamífero al espacio, habiendo sido previamente la sexta en lanzar organismos de sangre fría.
El 22 de abril de 2020, Irán lanzó con éxito "Noor" (en farsi "Luz"), su primer satélite militar.

## Vuelo espacial tripulado
El viaje de Irán hacia los vuelos espaciales tripulados tomó una forma tangible en febrero de 2015, cuando investigadores y especialistas del Centro de Investigación Espacial de Irán presentaron la cápsula E1 —un modelo de la primera nave tripulada del país— en una exposición tecnológica.
Este evento marcó uno de los primeros pasos prácticos hacia el objetivo de Irán de enviar a sus propios astronautas al espacio.
Después de una pausa temporal, el proyecto recobró impulso en enero de 2021, cuando el director de la Agencia Espacial Iraní anunció que el Instituto de Investigación Aeroespacial había completado el desarrollo de la primera cápsula tripulada funcional de Irán.
Inicialmente prevista para lanzarse a principios de junio de 2022, la cápsula, llamada Kavus, finalmente despegó en diciembre de 2023 desde el Centro Espacial Imam Jomeini, impulsada por el cohete Salman, construido en el país.
Diseñada por el ARI, la cápsula Kavus presentaba una forma cónica con un diámetro externo de 2 metros y una altura de 2.475 metros, proporcionando espacio para un único astronauta.
Con una masa de 500 kg, sus dimensiones superaban a las de todos los vehículos de lanzamiento iraníes actualmente operativos, incluidos Safir, Qased (1.25 m), Zolyanah y la segunda etapa del Simorq (1.5 m).
La diferencia de tamaño era evidente cuando la cápsula Kavus fue montada sobre el cohete portador Salman, que es más estrecho. Dado su peso —el doble de la capacidad orbital del Simorq— era claro que la cápsula estaba destinada a vuelos suborbitales dentro de las capacidades tecnológicas actuales de Irán.
Pero esto era solo el comienzo. 